# Jekatierinowka (rejon kurski)
Jekatierinowka (ros. Екатериновка) – wieś (ros. деревня, trb. dieriewnia) w zachodniej Rosji, w sielsowiecie nowoposielenowskim rejonu kurskiego w obwodzie kurskim.

## Geografia
Miejscowość położona jest 7 km od centrum administracyjnego sielsowietu (1-je Cwietowo), 19 km na południowy zachód od Kurska, 1 km od drogi magistralnej (federalnego znaczenia) M2 «Krym» (część trasy europejskiej E105) oraz 0,5 km od drogi regionalnego znaczenia 38K-010 (Kursk – Lgow – Rylsk – granica z Ukrainą, część trasy europejskiej E38).
We wsi znajdują się 44 posesje.
Klimat
Miejscowość, jak i cały rejon, znajduje się w strefie klimatu kontynentalnego z łagodnym ciepłym latem i równomiernie rozłożonymi opadami rocznymi (Dfb w klasyfikacji klimatów Köppena).

## Demografia
W 2010 r. wieś zamieszkiwały 124 osoby.